# Pollution au Cameroun
La pollution au Cameroun est un danger environnemental. Dans la plupart des pays africains, il n'existe pas de système efficace de gestion des déchets. Au Cameroun, Les collectivités locales assurent l'évacuation des déchets des ménages. L'Etat du Cameroun, par le biais de la société hysacam se charge de la gestion des déchets. Malgré l’implication des populations et des autorités gouvernementales, la pollution reste une menace au Cameroun.

## Généralités
Dans les pays du tiers monde, les milieux naturels constituent des réceptacles des rejets provenant des activités économiques et d'une urbanisation incontrôlée. Ces rejets sont le plus souvent déversés directement et de façon anachique dans ces milieux et constituent les principales sources de pollution et des risques de santé pour la population. La pollution au Cameroun comme dans plusieurs pays d’Afrique et même du monde s’accentue au fil des temps. 600 000 tonnes de déchets sont collectées par an au Cameroun et font près de 400 ans pour être véritablement transformées. En 2018, dans la ville de Douala, la production des déchets était estimée à 2500 tonnes par jour, contre moins de 2000 tonnes l'année précédente . Selon la loi portant loi-cadre relatives a la gestion de l'environnement au Cameroun, les collectivités locales sont des organes responsables de l’élimination des déchets produits par les ménages. la pollution en plus de la déforestation est un danger réel qui a des conséquences humaines et  environnementales au Cameroun. Selon la plus récente enquête d'Afrobarometer, pour la majorité des camerounais, la pollution constitue un problème grave dans leurs communautés .

### Pollution de l'eau

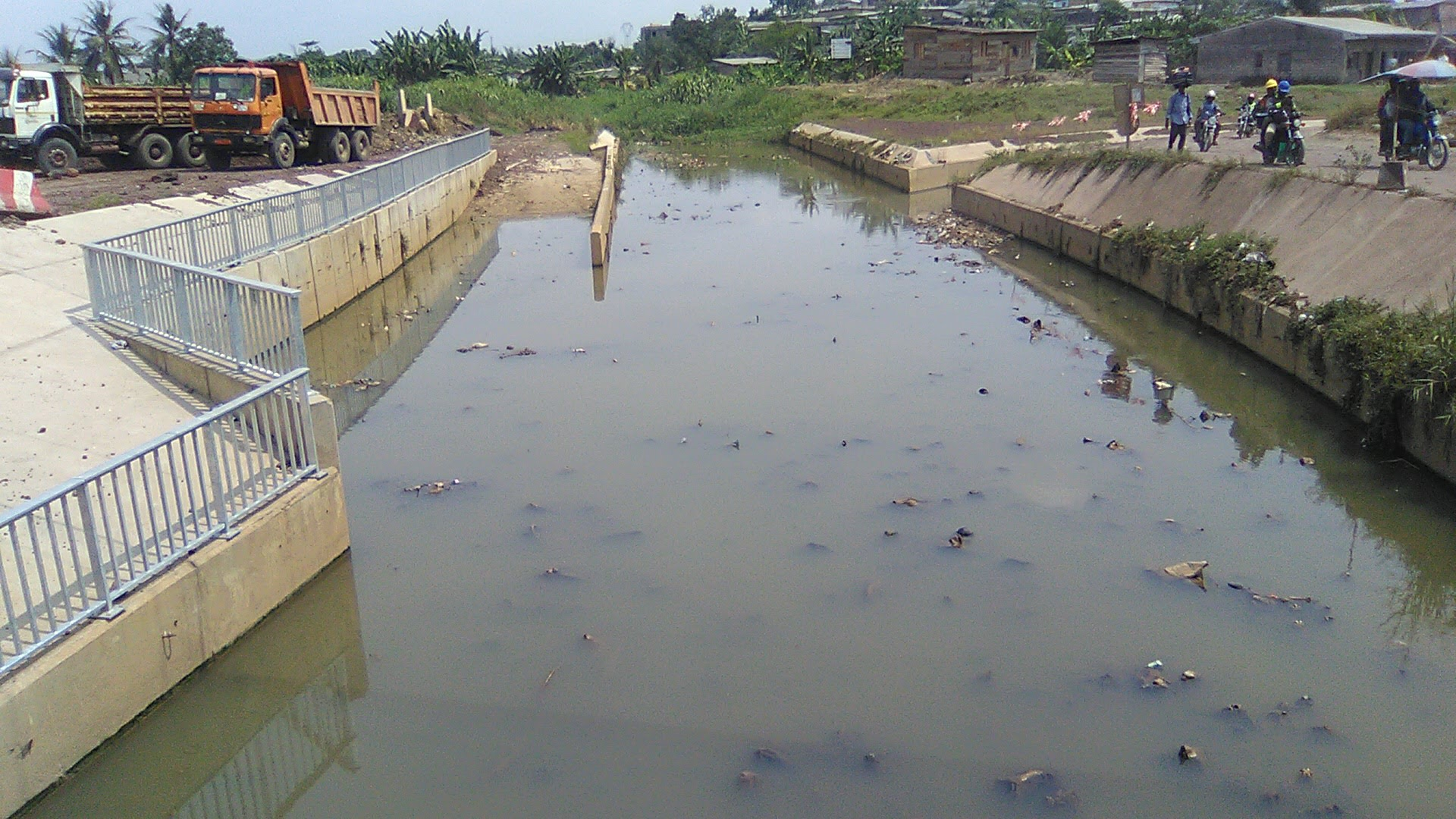
pollution de l'eau

La présence des industries au Cameroun a une influence sur la pollution de l'eau au Cameroun. Les industries comme les brasseries de Bafoussam, de Douala et de Yaoundé, de même, les sucreries de Mbandjock et Nkoteng évacuent leurs déchets dans les cours d'eau sans traitement aucun. En plus des déchets industriels, les latrines sont aussi une source de pollution des eaux au Cameroun.

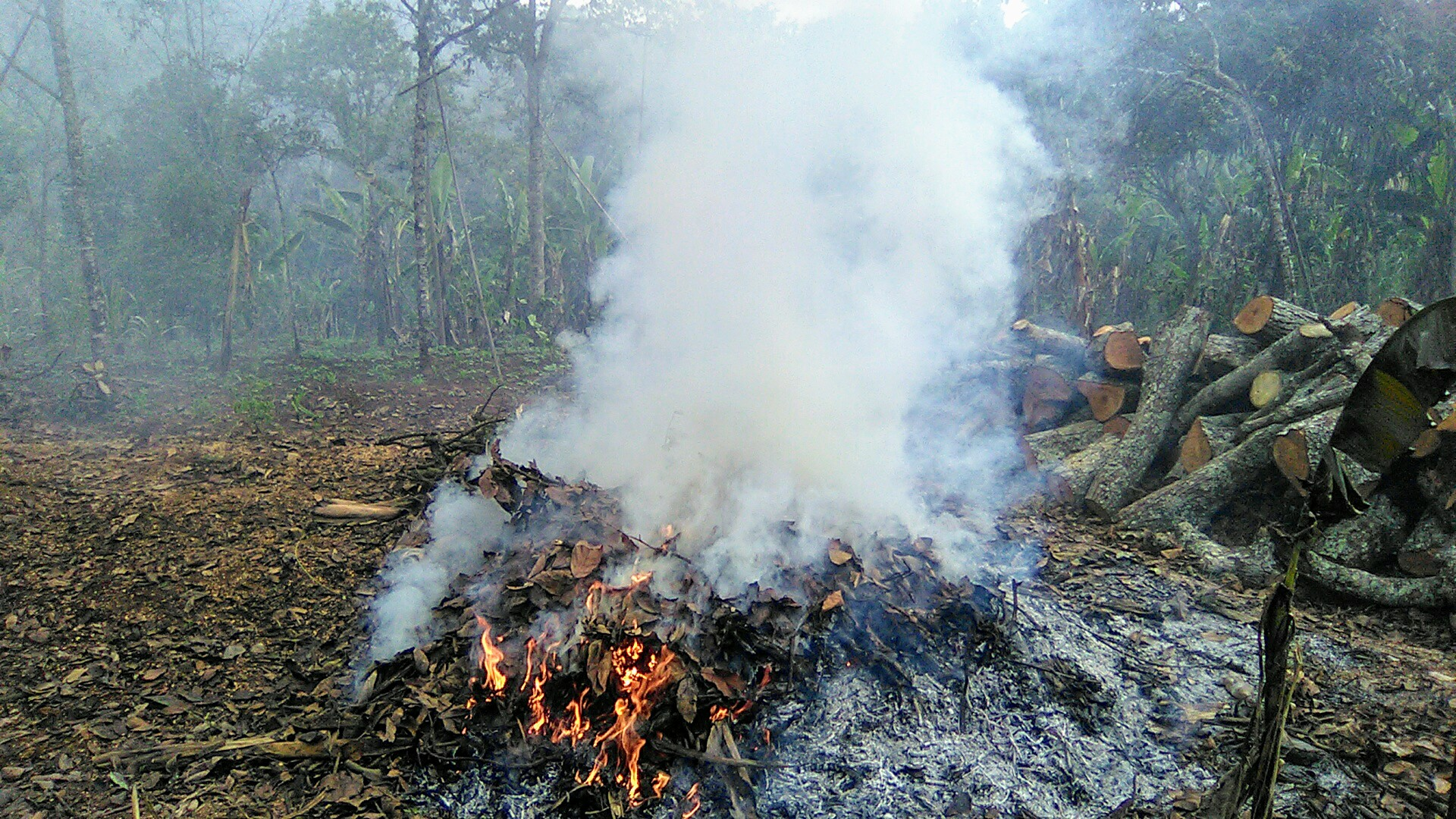
Grands feux de brousse, source de pollution de l'air

### Pollution de l'air
Selon une étude menée par le Stockholm Environment Institute sur la demande du Ministère de l'Environnement, de la Protection de la Nature et du Développement Durable, la pollution de l'air au Cameroun est due aux voiries urbaines dégradées, aux trafics routiers, au brûlage des déchets, à la mauvaise canalisation des déchets industriels. La pollution de l'air qui engendre le changement climatique, émane également de la mauvaise gestion des déchets. Car, quand les déchets sont laissés dans certaines conditions, ils se décomposent et produisent ainsi du Méthane, l'un des gaz à effet de serre les plus polluants.

### Pollution du sol

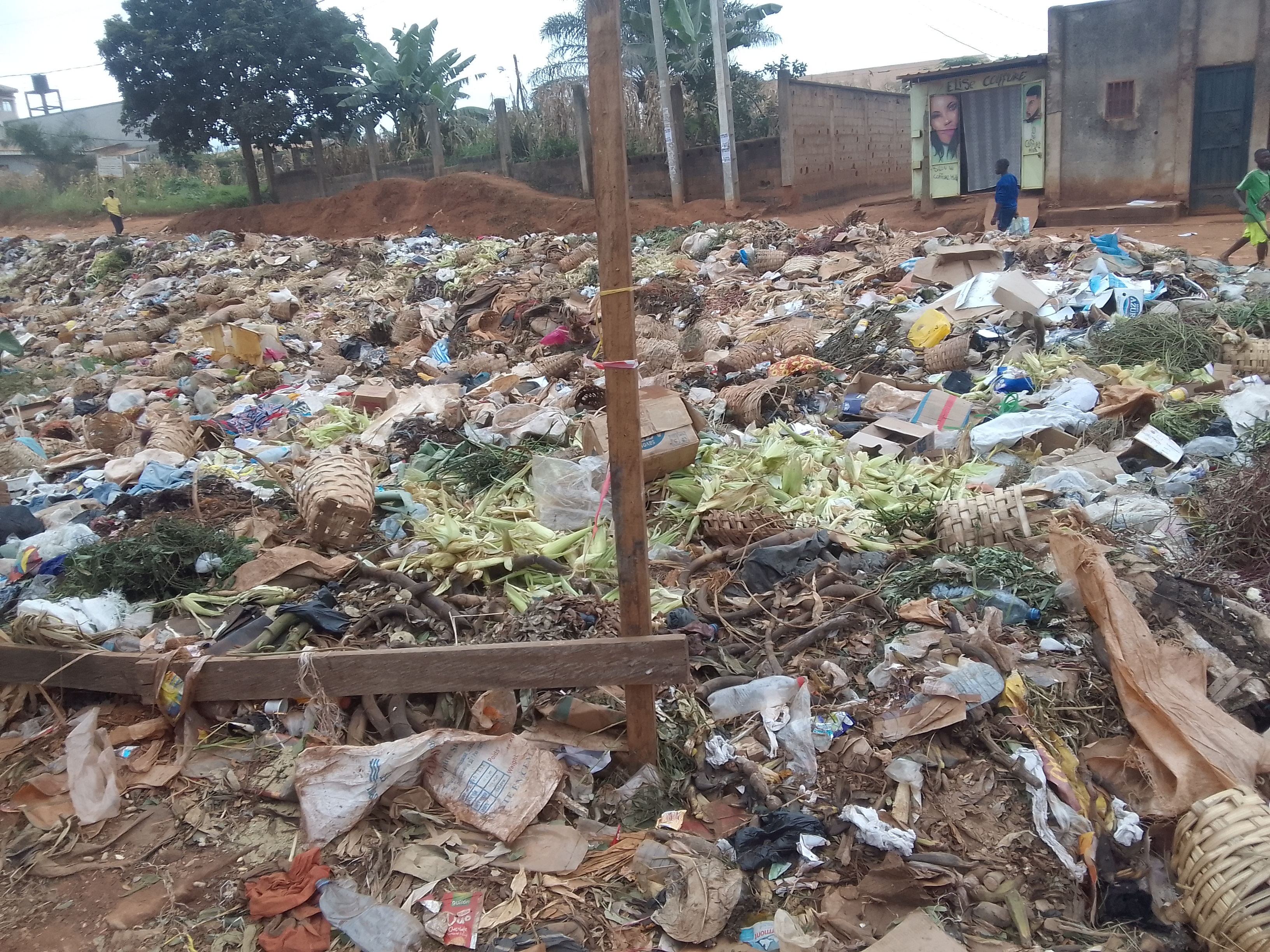
Déchets plastiques à Yaoundé, Cameroun

La pollution du sol réfère à la concentration anormale des composés chimiques introduits dans le sol, sont dangereux pour la croissance des plantes et des animaux. Au Cameroun la pollution du sol est la résultante d'une mauvaise gestion des déchets. Ceux-ci se dégradent et produisent du méthane et du dioxyde de carbone, des dangers pour l'eau et le sol.

## Impact de la pollution sur la biodiversité au Cameroun
L’impact de la pollution sur la biodiversité au Cameroun renvoie aux différentes entraves de la biodiversité qui sont dues d’une part à l’absence des systèmes de gestion de déchets ( industriels , ménagers) et de l’autre part à la mauvaise régulation des inventions humaine. Les Camerounais ont jusqu'à cette date vécu dans leur environnement naturel, ils utilisent d'ailleurs les composants environnementaux pour se soigner, se nourrir et même pour construire leurs habitations. Toutefois, la croissance démographique et même l'industrialisation provoquent des dommages sur le milieu biologique camerounais.

### Impact de la pollution industrielle sur la biodiversité au Cameroun
La pollution industrielle, bien que négligée au Cameroun est la plus dangereuse des pollutions pour la biodiversité. L'industrialisation se constitue d'un ensemble de facteurs qui empiète la préservation de écosystème. La gestion des déchets industriels semble ne pas intéresser les industries situées au Cameroun. Les déchets que produisent industries logés sur les rives du Wouri la pollue. Les substances huileuse entraines la disparitions des espèces aquatiques et la mort des poissons. L'industrie minière installée dans la ville de Figuil au Cameroun a des incidences sur la santé des eaux et même des humains. Les eaux de Bergui et Biou, révèle la présence d’acide carbonique à plus de 250 mg/l, et d'un excès de nitrates. Ces composants chimiques causes des dommages graves sur la vie des populations et des animaux qui les utilisent.

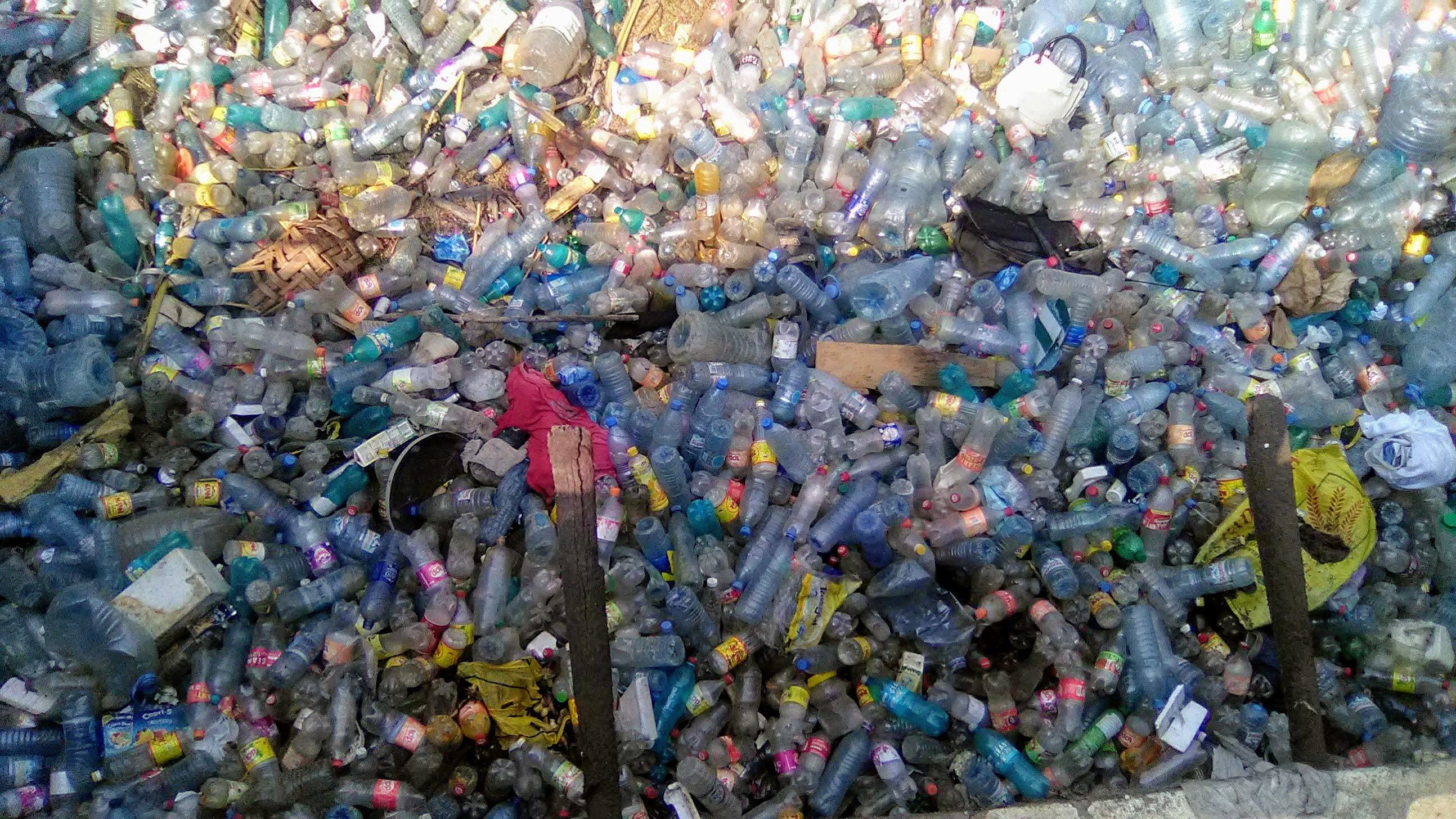
Les déchets plastiques abondent les rives du Wouri

Les industries rejettent des fumées nocives pour les populations, les végétaux et les animaux. Aussi, ces usines sont à l'origine des soulèvements de poussières qui se posent sur les réserves alimentaires et sont reniflées par les populations locales comme c'est le cas de la cimenterie et de la marbrerie de Figuil. L'impact de la pollution plastique n'est pas en reste. De nombreuses sociétés industrielles au Cameroun sont des générateurs des déchets plastiques. ceux-ci sont selon l'association Matanda Ecotour une cause de disparution de la mangrove du Wouri.

## Lutte contre la pollution

### Pollution plastique
En 2012 au Cameroun, la production, l'importation et la distribution des emballages plastiques non bio dégradables de basse densité étaient réglementer. Nonobstant l'existence du processus réglementaire, les résultats de l'action de réglementation se trouvent aujourd'hui mitigés au regard de la circulation continuelle des emballages plastiques .

### Pollution atmosphérique
Le Cameroun lutte contre la pollution atmosphérique principalement par des mesures visant à réduire les émissions des véhicules et les activités industrielles. En effet une étude menée par le ministère camerounais de la Recherche scientifique et de l’innovation a révélé que l'exploitation illégale de l'or, de la bauxite et de l'uranium contribue à la pollution. Le Cameroun a mis en place des instructions relatives à l’exécution des lois de Finances, au suivi et au contrôle de l’exécution du budget de l’État, qui incluent des mesures pour lutter contre la pollution atmosphérique des véhicules.
Dans sa contribution à la COP21, le Cameroun s'est engagé à réduire de 32% ses émissions de gaz à effet de serre d'ici à 2035.
Ces efforts sont essentiels pour améliorer la qualité de l'air et protéger la santé publique ainsi que l'environnement.

### Pollution de l'eau
Des études sont menées pour surveiller la pollution dans les bassins hydrographiques, y compris la rivière Sanaga et d'autres cours d'eau qui se déversent dans l'océan. Il existe des projets d'assainissement et des stations d'épuration en service, comme à Yaoundé, pour traiter les eaux résiduaires. Certaines industries, comme les brasseries et les sucreries, sont surveillées pour réduire la pollution qu'elles génèrent dans les rivières.
Ces mesures sont essentielles pour préserver la qualité de l'eau et assurer la sécurité alimentaire et la santé publique au Cameroun.